# 国鉄タサ1700形貨車
国鉄タサ1700形貨車（こくてつタサ1700がたかしゃ）は、かつて日本国有鉄道（国鉄）及び1987年（昭和62年）4月の国鉄分割民営化後は日本貨物鉄道（JR貨物）に在籍したタンク車である。

## 概要
本形式はタサ700形の後継形式でありガソリン専用輸送車として1949年（昭和24年）9月30日から1962年（昭和37年）11月12日にかけて新潟鐵工所、汽車製造、川崎車輛、飯野産業舞鶴造船所、三菱重工業、帝國車輛工業、日本車輌製造、三原車輌にて485両（タサ1700 - タサ1895、タサ2800 - タサ2993、タサ4700 - タサ4749、タサ4850 - タサ4894）が製作された20t積の私有貨車である。
記号番号表記は特殊標記符号「コ」（全長 12 m 以下）を前置し「コタサ」と標記する。
1979年（昭和54年）10月より化成品分類番号「燃32」（燃焼性の物質、引火性液体、危険性度合1（大））が標記された。
戦後に入りガソリン需要が回復しだした1949年（昭和24年）より製造が開始された。初期に製造された38両（タサ1700 - タサ1730、タサ1755 - タサ1757、タサ1765 - タサ1767、タサ1798）は、連合軍専用車に指定され所有者としてはせっかく製作したのに使用できない期間が数年間続いた。13年間の長きに渡り製作された485両という製造数は「タサ」（積載重量20 - 24tのタンク車）形式の中では最大勢力であった（次点はタサ5400形の356両）。このためメーカ毎、所有者毎による構造の差異が多くみられた形式である。小型車として「タキ」（積載重量25t以上のタンク車）車の増備の前で早くから余剰化する一方、各種化成品輸送にはうってつけの大きさのため1952年（昭和27年）より136両が他形式に改造された。（後述）。
落成当時の所有者はスタンダードヴァキューム石油、日本石油運送、丸善石油、日本石油、昭和石油、シェル石油、三菱石油、北日本石油、丸善海運であった。その後石油業界の再編により大半の会社が合併等の理由により社名が変更になった。
塗色は、黒であり、全長は10,300 - 12,500mm、全幅は2,400、2,500mm、全高は3,625、3,859mm、台車中心間距離は7,700 - 7,970mm、自重は17.3 - 22.5t、換算両数は積車3.5、空車1.6、最高運転速度は75km/h、台車は12t車軸を使用したTR24、TR41A、TR41B、TR41Cであった。
1987年（昭和62年）4月の国鉄分割民営化時には21両がJR貨物に継承され、1995年（平成7年）度末時点では2両（タサ1882・タサ2800）が現存していたが、1997年（平成9年）6月に2両とも廃車となり同時に形式消滅となった。

## 年度別製造数
各年度による製造会社と両数、所有者は次のとおりである。（所有者は落成時の社名）
- 昭和24年度 - 144両
  - 新潟鐵工所 20両 スタンダード・ヴァキューム（タサ1700 - タサ1719）
  - 汽車製造 35両 スタンダード・ヴァキューム（タサ1720 - タサ1754）
  - 川崎車輛 5両 日本石油運送（タサ1755 - タサ1759）
  - 新潟鐵工所 5両 日本石油運送（タサ1760 - タサ1764）
  - 汽車製造 3両 丸善石油（タサ1765 - タサ1767）
  - 汽車製造 10両 日本石油（タサ1768 - タサ1777）
  - 新潟鐵工所 10両 日本石油（タサ1778 - タサ1787）
  - 川崎車輛 10両 日本石油（タサ1788 - タサ1797）
  - 川崎車輛 3両 昭和石油（タサ1798 - タサ1800）
  - 川崎車輛 3両 日本石油運送（タサ1801 - タサ1803）
  - 新潟鐵工所 40両 スタンダード・ヴァキューム（タサ1804 - タサ1843）
- 昭和25年度 - 21両
  - 飯野産業舞鶴造船所 2両 丸善石油（タサ1844・タサ1845）
  - 飯野産業舞鶴造船所 7両 日本石油（タサ1846 - タサ1852）
  - 三菱重工業 2両 丸善石油（タサ1853・タサ1854）
  - 帝國車輛工業 2両 丸善石油（タサ1855・タサ1856）
  - 汽車製造 8両 日本石油（タサ1857 - タサ1864）
- 昭和26年度 - 83両
  - 帝國車輛工業 6両 丸善石油（タサ1865 - タサ1870）
  - 帝國車輛工業 10両 スタンダード・ヴァキューム（タサ1871 - タサ1880）
  - 日本車輌製造 15両 スタンダード・ヴァキューム（タサ1881 - タサ1895）
  - 飯野産業 15両 スタンダード・ヴァキューム（タサ2800 - タサ2814）
  - 三菱重工業 10両 スタンダード・ヴァキューム（タサ2815 - タサ2824）
  - 新潟鐵工所 7両 シェル石油（タサ2825 - タサ2831）
  - 飯野産業 9両 日本石油（タサ2852 - タサ2860）
  - 帝國車輛工業 8両 日本石油（タサ2861 - タサ2868）
  - 汽車製造 3両 日本石油（タサ2869 - タサ2871）
- 昭和27年度 - 40両
  - 日本車輌製造 10両 日本石油運送（タサ2832 - タサ2841）
  - 新潟鐵工所 10両 日本石油（タサ2842 - タサ2851）
  - 汽車製造 2両 日本石油（タサ2872・タサ2873）
  - 飯野産業 3両 三菱石油（タサ2874 - タサ2876）
  - 三菱重工業 15両 三菱石油（タサ2877 - タサ2891）
- 昭和28年度 - 33両
  - 日本車輌製造 10両 日本石油運送（タサ2892 - タサ2901）
  - 日本車輌製造 8両 シェル石油（タサ2902 - タサ2909）
  - 日本車輌製造 10両 日本石油運送（タサ2910 - タサ2919）
  - 飯野産業 3両 三菱石油（タサ2920 - タサ2922）
  - 日本車輌製造 1両 シェル石油（タサ2923）
  - 三菱重工業 1両 三菱石油（タサ2924）
- 昭和29年度 - 15両
  - 日本車輌製造 5両 シェル石油（タサ2925 - タサ2929）
  - 日本車輌製造 5両 三菱石油（タサ2930 - タサ2934）
  - 三菱重工業 5両 三菱石油（タサ2935 - タサ2939）
- 昭和30年度 - 20両
  - 帝國車輛工業 6両 丸善石油（タサ2940 - タサ2945）
  - 日本車輌製造 4両 シェル石油（タサ2946 - タサ2949）
  - 日本車輌製造 10両 日本石油運送（タサ2950 - タサ2959）
- 昭和31年度 - 64両
  - 日本車輌製造 4両 シェル石油（タサ2960 - タサ2963）
  - 日本車輌製造 30両 日本石油運送（タサ2964 - タサ2993）
  - 日本車輌製造 10両 北日本石油（タサ4700 - タサ4709）
  - 日本車輌製造 20両 日本石油運送（タサ4710 - タサ4729）
- 昭和32年度 - 20両
  - 日本車輌製造 20両 日本石油輸送（タサ4730 - タサ4749）
- 昭和34年度 - 6両
  - 帝國車輛工業 6両 丸善石油（タサ4850 - タサ4855）
- 昭和35年度 - 25両
  - 日本車輌製造 10両 日本石油輸送（タサ4856 - タサ4865）
  - 帝國車輛工業 15両 丸善海運（タサ4866 - タサ4880）
- 昭和37年度 - 14両
  - 帝國車輛工業 14両 丸善海運（タサ4881 - タサ4894）

## 他形式への改造

### タキ1000形
タキ1000形は原油専用の25t積みタンク私有貨車である。1945年（昭和20年）から1946年（昭和21年）にかけて新潟鐵工所にて6両（タキ1000 - 1005）が製作された。専用種別はその後石油類専用に変更された。1952年（昭和27年）より1964年（昭和39年）にかけて62両（タサ1755 - タサ1764、タサ1768 - タサ1797、タサ1801 - タサ1803、タサ1817、タサ1826、タサ1846 - タサ1847、タサ1877、タサ1881、タサ2801、タサ2806、タサ2832 - タサ2837、タサ2880 - タサ2884）がタサ1700形よりタキ1000形に改造された。後にJR貨物が全く別物のタキ1000形を製造したため、当形式は初代に当たる。
改造前の車番と改造後の車番の関係は次のとおりである。
- （タサ1817） - （タキ1006）
- （タサ1827） - （タキ1007）
- （タサ2880 - タサ2884） - （タキ1008 - タキ1012）
- （タサ1768 - タサ1797） - （タキ1013 - タキ1042）
- （タサ1846 - タサ1847） - （タキ1043 - タキ1044）
- （タサ1755 - タサ1764） - （タキ1045 - タキ1054）
- （タサ1801 - タサ1803） - （タキ1055 - タキ1057）
- （タサ2832 - タサ2837） - （タキ1058 - タキ1063）
- （タサ1877） - （タキ1064）
- （タサ1881） - （タキ1065）
- （タサ2801） - （タキ1066）
- （タサ2806） - （タキ1067）

1957年（昭和32年）3月1日に6両（タキ1000 - タキ1005）がタサ3600形（22t積み石油類専用車）へ改造された。わざわざ積載荷重を減トンした理由は元が戦時設計（最小限のサイズで最大量のものを積むという考え方）であったため余裕がなかった点にある（25t 積みでありながら25t 積むことはできなかった）。減トンしたため「タキ」車ではいれなくなり別形式となった。タサ1700形からの改造車は戦後の設計であり問題はなくタサ3600形に改造されることもなかった。
1984年（昭和59年）1月31日に最後まで在籍した車（タキ1038）が廃車になり同時に形式消滅となった。

### タキ5000形
タキ5000形は塩酸、アミノ酸専用の30t積みタンク私有貨車である。
1955年（昭和30年）から1971年（昭和46年）にかけて三菱重工業、川崎車輛、汽車製造、造機車輌、新潟鐵工所、日本車輌製造、富士重工業、日立製作所にて62両（タキ5000 - タキ5049、タキ5160 - タキ5171）が製作及び改造編入された。この内の3両（タキ5032 - タキ5034）はタサ1700形3両（タサ4713、タサ4737、タサ4729）より日本車輌製造にて改造し編入された車である。
落成当時の所有者は鉄興社、日本曹達、旭化成工業、東亞合成化学工業、三谷産業、新日化産業、日新興業、日本トレーディング、宇津商店、旭硝子、岩田商店、大阪曹達、日東フロロケミカル、住友商事、日本石油輸送、ソーダ商事、十全化学、丸正産業、東洋曹達工業、北海道曹達、日新電化であった。
塗色は、黒であり、全長は10,450mm、全幅は2,438mm、全高は3,878mm、軸距は7,000mm、自重は15.5 - 17.5t、換算両数は積車5.0、空車1.8、最高運転速度は75km/h、台車は12t車軸を使用したTR41C又はTR41Dである。

### タキ5350形
タキ5350形はユーロイド専用の30t積みタンク私有貨車である。「ユーロイド」とはユリア樹脂系接着剤の商品名である。
1967年（昭和42年）6月2日に5両（コタキ5350 - コタキ5354）がタサ1700形より日本車輌製造にて改造された。2年後の1969年（昭和44年）7月22日に2両（コタキ5355・コタキ5356）がタサ1700形より日本車輌製造にて改造された。以上合計7両（コタキ5350 - コタキ5356）が在籍した。
落成当時の所有者は全車日本石油輸送であり、生涯変更されることはなかった。
1987年（昭和62年）4月の国鉄分割民営化時には1両（コタキ5356）の車籍がJR貨物に継承されたが、1990年（平成2年）2月26日に廃車となり同時に形式消滅となった。
塗色は、黒であり、全長は12,000mm、全幅は2,511mm、全高は3,690mm、軸距は7,900mm、自重は16.5t、換算両数は積車4.5、空車1.6、最高運転速度は75km/h、台車は12t車軸を使用したTR41Cであった。
改造前の車番と改造後の車番の関係は次のとおりである。
- （タサ4860） - （コタキ5350）
- （タサ4864） - （コタキ5351）
- （タサ4731） - （コタキ5352）
- （タサ4720） - （コタキ5353）
- （タサ4745） - （コタキ5354）
- （タサ4715） - （コタキ5355）
- （タサ4734） - （コタキ5356）

### タキ7900形

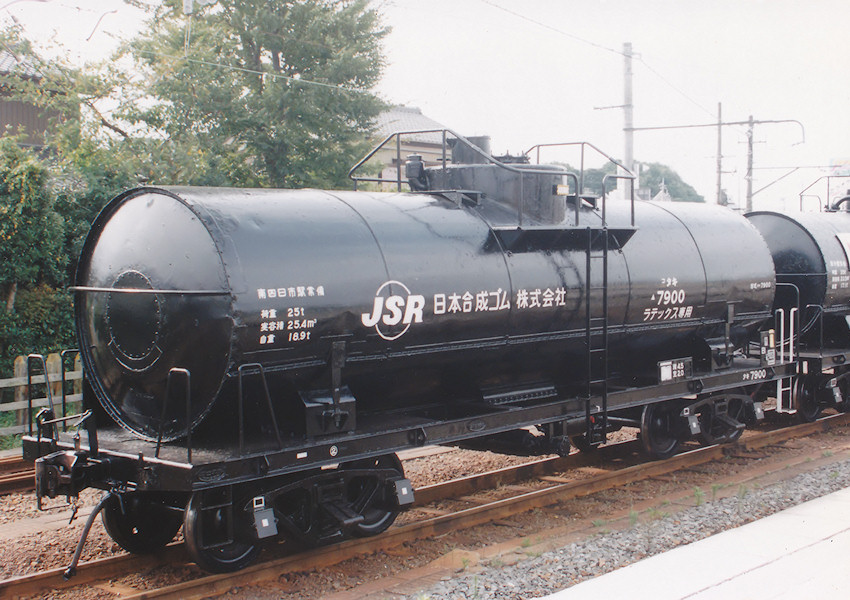
タキ7900形新製車（^{コ}タキ7900）
（撮影:佐倉駅）

タキ7900形はラテックス専用の25t積みタンク私有貨車である。
1960年（昭和35年）1月から1961年（昭和36年）11月にかけて富士車輌、新三菱重工業にて17両（コタキ7900 - コタキ7916）が製作された。その後43両（コタキ7917 - コタキ7949、コタキ27900 - コタキ27909）が、タサ1700形より日本車輌製造にて改造し編入された。以上合計60両（コタキ7900 - コタキ7949、コタキ27900 - コタキ27909）が在籍した。
落成当時の所有者は新製車17両（コタキ7900 - コタキ7916）は日本合成ゴム、改造車43両（コタキ7917 - コタキ7949、コタキ27900 - コタキ27909）は日本石油輸送であり、生涯変更されることはなかった。
1987年（昭和62年）4月の国鉄分割民営化時にはコタキ7929・コタキ7930を除く58両がJR貨物に継承され、1995年（平成7年）度末時点では46両が現存していたが、2002年（平成14年）3月に最後まで在籍した車が廃車となり同時に形式消滅となった。
塗色は、黒であり、全長は11,200mm、全幅は2,500mm、全高は3,803mm、軸距は7,100mm、自重は15.3t、換算両数は積車4.5、空車2.0、最高運転速度は75km/h、台車は12t車軸を使用したTR41Cであった。
改造前の車番と改造後の車番の関係は次のとおりである。
- （タサ2900） - （コタキ7917）
- （タサ2975・タサ2976） - （コタキ7918・コタキ7919）
- （タサ2989） - （コタキ7920）
- （タサ4748） - （コタキ7921）
- （タサ4710） - （コタキ7922）
- （タサ4721・タサ4722） - （コタキ7923・コタキ7924）
- （タサ4728） - （コタキ7925）
- （タサ4741） - （コタキ7926）
- （タサ2984） - （コタキ7927）
- （タサ2990） - （コタキ7928）
- （タサ2992） - （コタキ7929）
- （タサ2981） - （コタキ7930）
- （タサ4714） - （コタキ7931）
- （タサ4719） - （コタキ7932）
- （タサ4727） - （コタキ7933）
- （タサ4735・タサ4736） - （コタキ7934・コタキ7935）
- （タサ4739） - （コタキ7936）
- （タサ4744） - （コタキ7937）
- （タサ4746・タサ4747） - （コタキ7938・コタキ7939）
- （タサ2917） - （コタキ7940）
- （タサ4738） - （コタキ7941）
- （タサ4740） - （コタキ7942）
- （タサ4742） - （コタキ7943）
- （タサ2964） - （コタキ7944）
- （タサ2969） - （コタキ7945）
- （タサ2977・タサ2978） - （コタキ7946・コタキ7947）
- （タサ2982・タサ2983） - （コタキ7948・コタキ7949）
- （タサ2985） - （コタキ27900）
- （タサ2988） - （コタキ27901）
- （タサ2991） - （コタキ27902）
- （タサ2993） - （コタキ27903）
- （タサ4711・タサ4712） - （コタキ27904・コタキ27905）
- （タサ4717・タサ4718） - （コタキ27906・コタキ27907）
- （タサ4726） - （コタキ27908）
- （タサ4743） - （コタキ27909）

### タキ8200形
タキ8200形は甲種硝酸専用の35t積みタンク私有貨車である。
1960年（昭和35年）3月7日に汽車製造にてコタキ1499a（タキ1400形）が改造されコタキ8200となった。その後1960年（昭和43年）8月9日に日本車輌製造にて2両（タサ2955・タサ2956）が改造されコタキ8201・コタキ8202となった。
落成当時の所有者はコタキ8200が三菱化成工業（現在の三菱化学）、コタキ8201・コタキ8202が日本石油輸送であり、生涯変更されることはなかった。
1987年（昭和62年）4月の国鉄分割民営化時には1両（コタキ8200）の車籍がJR貨物に継承されたが、1989年（平成元年）10月27日に廃車となり同時に形式消滅となった。
塗色は、黒であり、全長は10,300mm、全高は3,708mm、軸距は6,200mm、自重は16.0t、換算両数は積車5.0、空車1.6、最高運転速度は75km/h、台車は12t車軸を使用したTR41Cであった。

### タキ12500形
タキ12500形は塩酸専用の31t積みタンク私有貨車である。
1968年（昭和43年）9月21日から1970年（昭和45年）9月2日にかけて全車9両（コタキ12500 - コタキ12508）がタサ1700形より日本車輌製造にて改造された。記号番号表記は、特殊標記符号「コ」（全長 12 m 以下）を前置し「 コタキ」と標記する。
主な改造内容はタンク体内面にゴムライニングを施し腐食防止に備え、種車の吐出管を撤去し空気圧利用による上出し方式に変更された点にある。
落成当時の所有者は全車日本石油輸送であったがコタキ12504はその後、1971年（昭和46年）11月27日に味の素へ名義変更しさらに1980年（昭和55年）10月24日に再度日本石油輸送へ名義変更を行った。1987年（昭和62年）4月の国鉄分割民営化時には4両（コタキ12500、コタキ12503、コタキ12505、コタキ12506）の車籍がJR貨物に継承されたが、1994年（平成6年）3月4日に最後まで在籍した1両（コタキ12506）が廃車となり同時に形式消滅となった。
塗色は、黒であり、全長は12,000mm、全幅は2,450mm、全高は3,695mm、軸距は7,900mm、実容積は27.9m3、自重は17.3t、換算両数は積車5.0、空車1.6、最高運転速度は75km/h、台車は12t車軸を使用したTR41Cであった。
改造前の車番と改造後の車番の関係は次のとおりである。（改造前 - 改造後）
- （コタサ2895） - （コタキ12500）
- （コタサ4732） - （コタキ12501）
- （コタサ4723 - コタサ4725） - （コタキ12502 - コタキ12504）
- （コタサ2966） - （コタキ12505）
- （コタサ4861） - （コタキ12506）
- （コタサ2950） - （コタキ12507）
- （コタサ2957） - （コタキ12508）

### タキ17400形
タキ17400形はリン酸専用の37t積みタンク私有貨車である。
1969年（昭和44年）12月4日に1両（タサ2986）が日本車輌製造にてコタキ17400に改造された。タキ17400形はその後1982年（昭和57年）9月10日に富士重工業にてタキ15594（タキ1500形）より改造されコタキ17401となった。以上合計2両（コタキ17400・コタキ17401）が在籍した。
落成当時の所有者は全車日本石油輸送であり、生涯変更されることはなかった。
1987年（昭和62年）4月の国鉄分割民営化時には全車の車籍がJR貨物に継承され、1995年（平成7年）度末時点では全車健在であったが、2000年（平成12年）6月に2両とも廃車となり同時に形式消滅となった。
塗色は、黒であり、全長は12,000mm、全幅は2,450mm、全高は3,852mm、軸距は7,900mm、自重は16.7t、換算両数は積車5.5、空車1.6、最高運転速度は75km/h、台車は12t車軸を使用したTR41Cであった。

### タキ18200形
タキ18200形は亜硫酸ソーダ液専用の33t積みタンク私有貨車である。
1969年（昭和44年）12月18日に全車9両（タキ18200 - タキ18208）がタサ1700形より日本車輌製造にて改造された。
落成当時の所有者は住友化学工業であったが、その後日本石油輸送へ名義変更した。全車9両が1975年（昭和50年）4月より7月にかけて廃車となり同時に形式消滅となった。
塗色は、黒であり、全長は12,000mm、全幅は2,511mm、全高は3,690mm、軸距は7,900mm、自重は17.2t、換算両数は積車5.0、空車1.8、最高運転速度は75km/h、台車は12t車軸を使用したTR41Cであった。
改造前の車番と改造後の車番の関係は次のとおりである。
- （タサ2965） - （タキ18200）
- （タサ2967・タサ2968） - （タキ18201・タキ18202）
- （タサ2970 - タサ2972） - （タキ18203 - タキ18205）
- （タサ2974） - （タキ18206）
- （タサ2979・タサ2980） - （タキ18207・タキ18208）